# Родионов, Ефим Иванович
Ефим Иванович Родионов — советский хозяйственный, государственный и политический деятель.

## Биография
Родился в 1889 году. Член ВКП(б) с 1919 года.
С 1908 года — на хозяйственной, общественной и политической работе. В 1908—1938 гг. — на хозяйственной, государственной и партийной работе в Закавказской СФСР и Азербайджанской ССР, председатель Бакинского городского Совета, уполномоченный Народного комиссариата связи СССР по Азербайджанской ССР.
Награждён орденом Трудового красного Знамени ЗСФСР. Член ЦК КП(б) Азербайджана, член Президиума Закавказского ЦИК, член Президиума ЦИК Азербайджанской ССР, член ЦИК СССР, уполномоченный Наркомсвязи СССР по Азербайджанской ССР. Избирался депутатом Верховного Совета СССР 1-го созыва.
В 1938 году был арестован по обвинению в том, что являлся одним из руководителей «Запасного правотроцкистского центра контрреволюционной националистической организации». Как и другие арестанты по этому делу, подвергся пыткам и избиениям, в связи с чем был вынужден признать выдвинутое против него обвинение. Однако в 1939 году отказался от своих показаний. После этого дело несколько раз возвращалось на доследование. Наконец в 1941 году был осужден приговором суда на 10 лет исправительно трудовых лагерей с конфискацией имущества. Умер в заключении в 1942 году. В 1955 году определением Военной Коллегии Верховного Суда СССР был посмертно реабилитирован.